# 1-й гвардійський інженерний саперний полк (СРСР)
1-й гвардійський інженерний саперний Кенігсберзько-Городоцький Червонопрапорний полк (1 гв. ІСП) — формування інженерних військ Радянської армії чисельністю у полк, що існувало у 1942—1992 роках.

Після розпаду СРСР у 1992 році полк перейшов до складу Збройних сил Російської Федерації. Згодом був переформований на 12-ту бригаду.

## Історія
В 1942 році на базі кількох інженерних й військово-польових батальйонів у сельці Березук у Калінінській області була утворена 5-та інженерна бригада спеціального призначення РВГК.
У 1944 бригада переформована на 5-ту гвардійську моторизовану інженерну бригаду, а 1945 року — в інженерно-саперну бригаду. Того ж року за взяття Кенігсберга отримала найменування Кенігсберзької. Орден Червоного Прапора і найменування Городоцька отримані від 6-го гвардійського інженерного батальйону, що увійшов до складу бригади 1943 року.
У 1946 році з'єднання перейменували на 1-й гвардійський інженерний саперний полк.
Після розпаду СРСР у 1992 році полк перейшов до складу Збройних сил Російської Федерації. Згодом був переформований на 12-ту бригаду.